# Pteris ensiformis
Pteris ensiformis es una especie de helecho del género Pteris, perteneciente a la familia Pteridaceae. Se encuentra en África tropical, Asia e islas del Océano Pacífico.

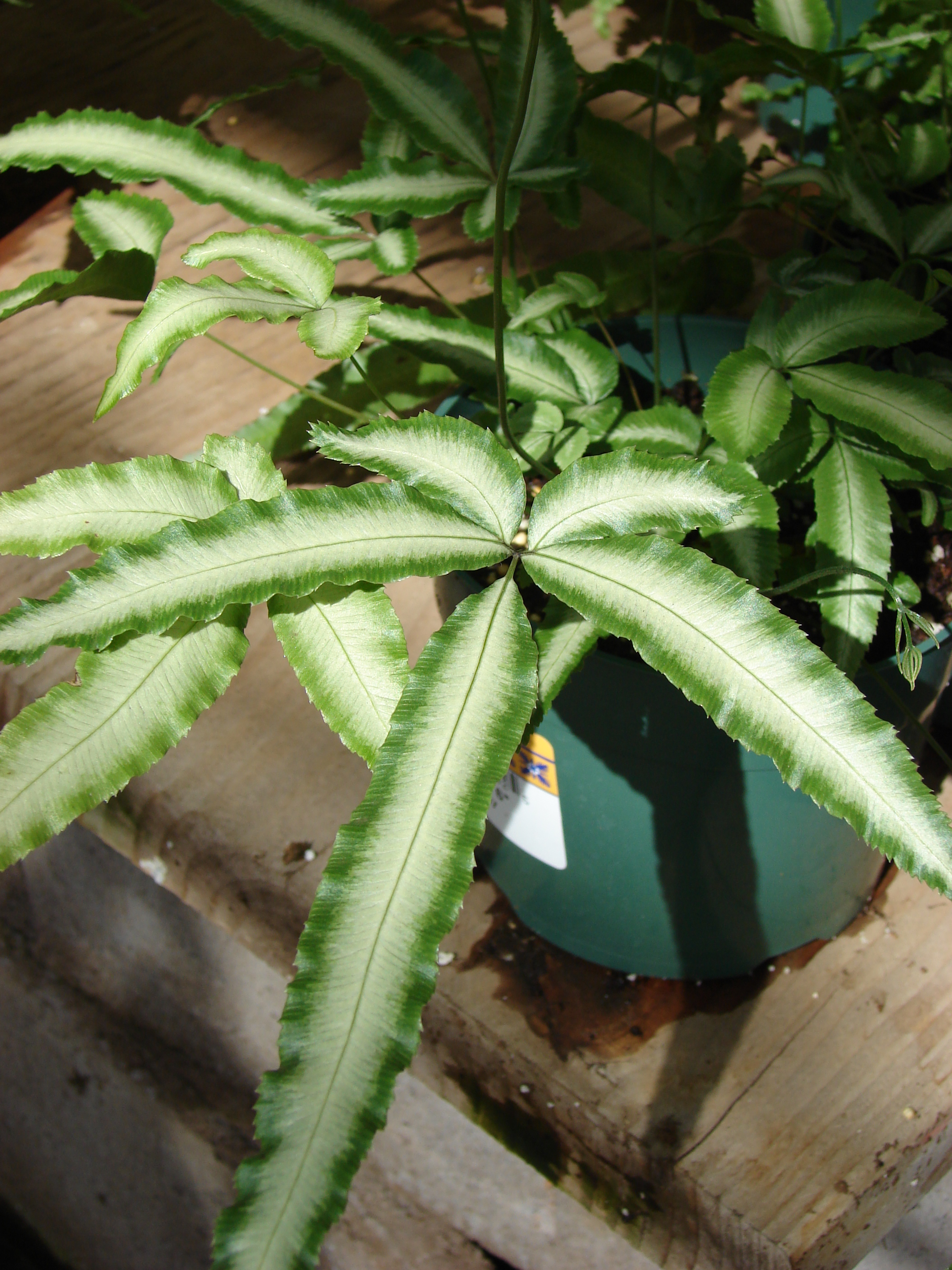
Detalle

## Usos
Bebidas
Es el ingrediente más común en las bebidas de Taiwán que contiene diferentes compuestos fenólicos: como kaempferol 3-O-α-l-rhamnopyranoside-7-O-α-d-apiofuranosyl-(1-2)-β-d-glucopyranoside
Esta planta es resistente al arsénico.
Cultivo
Pteris ensiformis es cultivado como planta ornamental para jardines de clima tropical o subtropical y como planta de interior.

## Taxonomía
Pteris ensiformis fue descrita por Nicolaas Laurens Burman y publicado en  Flora Indica. . . nec non Prodromus Florae Capensis 230. 1768.
Etimología
Pteris: nombre genérico que deriva de la palabra griega: Pteris = "helecho" derivado de pteron = "pluma, ala" y se refiere a la forma de las hojas de muchas especies.
ensiformis: epíteto latíno que significa "en forma de espada"
Sinonimia
- Phorolobus chinensis Desv.
- Pteris crenata Sw.[8]

var. ensiformis
- Pteris serrulata var. obtusata H. Christ
- Pteris stricta Poir.

var. merrillii (C.Chr. ex Ching) S.H.Wu
- Pteris merrillii C. Chr. ex Ching